# Planalto do Mato Grosso
Planalto do Mato Grosso är en platå i Brasilien.   Den ligger i delstaten Mato Grosso, i den centrala delen av landet, 900 km väster om huvudstaden Brasília.